# روما ريان
روما ريان (بالإنجليزية: Roma Ryan)‏ (و. القرن 20  م) هي كاتِبة، وشاعرة، وشاعرة غنائية، وكاتبة أغاني بريطانية، ولدت في بلفاست، بدأت مشوارها المهني سنة 1982.

## وصلات خارجية
- روما ريان على موقع IMDb (الإنجليزية)
- روما ريان على موقع ميوزك برينز (الإنجليزية)
- روما ريان على موقع أول ميوزيك (الإنجليزية)
- روما ريان على موقع ديسكوغز (الإنجليزية)

- روما ريان في قاعدة بيانات الأفلام على الإنترنت